# Histoire du Togo
L'histoire du Togo est marquée par la présence des Portugais sur la côte au XVe siècle, avec l'installation d'un comptoir à Saint-Georges-de-la-Mine (Elmina). Colonie allemande dès 1884, le Togoland est partagé, après la Première Guerre mondiale, en deux parties : une partie, le futur Togo, se trouve ainsi, en 1922, placée sous mandat de la France, tandis que l'autre, le Togoland britannique, placée sous tutelle de la Grande-Bretagne, est rattachée à l'ancienne colonie britannique de la Côte-de-l'Or (1821-1957), devenue indépendante en 1957 sous le nom de Ghana, en référence à l'ancien Empire du Ghana (350-1250, approximativement). Le territoire du Togo français gagne son indépendance en 1960

## Préhistoire
On a découvert dans l'ensemble du pays, des objets lithiques (meules, broyeurs, pierres taillées, etc.) et des perles de pierre  notamment dans le Nord du pays où la nature du terrain, plus sec et plus dégagé, les rendent plus visibles.
Les études préhistoriques restent encore insuffisantes et ne sont pas encore assez nombreuses, pour permettre de faire précisément un lien avec les cultures voisines. Cependant, on a réussi également à retrouver de nombreuses traces d'activité métallurgique.

## Protohistoire, histoire du peuplement du Togo

Migration des peuples Aja dans le sud du Bénin et du Togo

Le pays Bassar au centre et au nord du Togo est devenu, à partir du VIIIe siècle, l'une des principales régions de production métallurgique d'Afrique de l'Ouest. Les vestiges d'anciens fourneaux et les scories confirment l'intensité de l'activité métallurgique pendant plusieurs siècles. De plus, on sait que les forgerons exportaient le fer extrait des minerais de la région jusqu'à la ville de Kano au Nigeria,. Quelques-uns de ces hauts-fourneaux mesuraient jusqu'à trois ou quatre mètres de hauteur, servant aux Bassaris à réduire le minerai de fer.
Les Bassar, les Tamberma et les Kabyés se trouvent déjà dans les régions montagneuses lorsque arrivent de nouvelles populations déplacées par les événements qui déstabilisent durablement l'Afrique occidentale comme la traite des noirs, l'introduction de fusils ou encore les apports des colporteurs musulmans parlant haoussa et qui islamisent les savanes du nord du pays. Ces derniers fondent certaines villes qui portent encore des noms haoussa comme Sansanen Mango qui signifie le « camp du manguier » et Gerin Kouka dire la « ville du baobab. » De plus, la plus ancienne ville du sud du pays porte un nom haoussa : Ba Guida qui signifie « pas d'habitation. »
Dans le Nord, les Gourma sont donc islamisés et les Kotokoli s'installent autour de Sokodé ; les Tchokossi s'installent dans la région de Mango. Le centre et le sud du pays subissent les conséquences de la montée en puissance des Bariba du Bénin ainsi que du royaume de Dahomey et des Ashantis du Ghana.

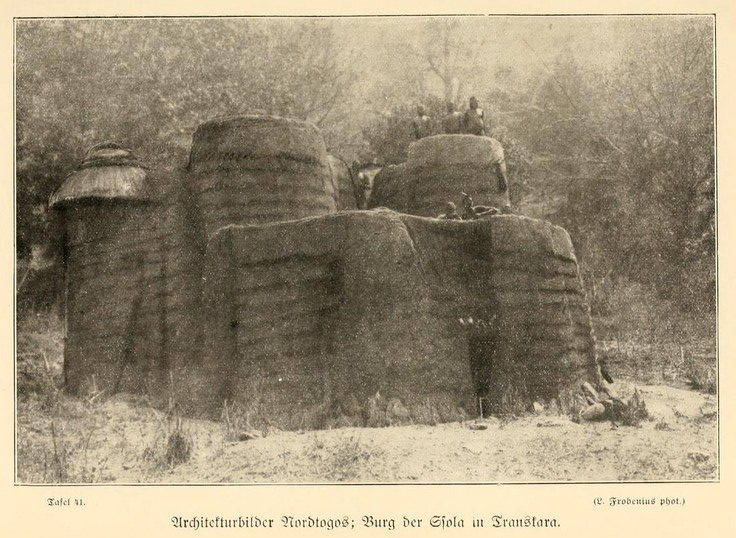
Fortification en forme de château de la Sfola à Tanskara

Réfugiées dans leurs montagnes, les populations locales résistent cependant aux razzias que subissent leurs voisins.
Dans le Sud, les populations venues de l'Est, à l'exemple des Ewés, s'installent en vagues successives à partir du XVe siècle et jusqu'au XVIIe siècle, au moment même où les Portugais débarquent sur la côte.
Les Éwés s'établissent autour de Tado, près de Notsé, au siècle suivant. Leur roi, Agokoli, fait édifier une enceinte faite d'argile  pour protéger Notsé des réfugiés affluant du Nord.
Au XVIIe siècle, devenus nombreux, les Éwés se dispersent dans l'Ouest, jusqu'à la rive gauche de la Volta.
- Liste de civilisations de l'Afrique précoloniale
- Langues au Togo, Groupes ethniques au Togo
- Culture yoruba (en), marques tribales yorubas, art yoruba
- Royaume d'Akwamu, akan, (1620c-1734)
- Kotokolie (de), chefferie temba (XVIIIe siècle)

## Colonisation européenne (Portugal, Danemark, France, Angleterre, Allemagne...) (1470-1960)
Les navigateurs européens João de Santarém et Pedro Escobar accostent vers 1470, dans ce qui va devenir la Côte des Esclaves, avec ses ports négriers (Porto Seguro, actuelle cité d'Agbodrafo, Maison Wood).
L'intérieur du pays est moins connu, entre empire ashanti (1670-1957, Ghana) et royaume du Dahomey (1645-1900; Bénin).
Dès cette époque commencent les missions catholiques auxquelles les protestants ne réagissent qu'au XVIIe siècle. Puis, les Portugais pratiquent rapidement un commerce actif et la traite négrière se développe le siècle suivant, autour du comptoir nommée Petit-Popo (actuel Aného). Au XVIIIe siècle, les Danois venus de Christianenborg (l'actuelle Accra), s'implantent à leur tour. Ils sont suivis, à partir des années 1780-1800, par des groupes de Hollandais, par de nombreux « Brésiliens », des anciens esclaves libérés et rapatriés du Brésil ou des descendants de Portugais installés au Togo, qui participent aux échanges côtiers. Francisco Félix de Souza (1754-1849), par exemple, important trafiquant d'esclaves brésilien, qui s'établit à Petit-Poto (futur chacha du Dahomey, l'actuel Bénin), fait fortune dans le commerce du tabac, du rhum, des tissus et dans la traite des esclaves.
En 1880, le Togo actuel n'existe pas encore. Les Britanniques et les Français, occupant respectivement la «Gold Coast» (actuellement le Ghana) et le Dahomey (actuellement le Bénin), installent des postes douaniers à leurs frontières, d'où ils tirent l'essentiel de leurs ressources, prélevées sur des produits tels le tabac et l'alcool.

## Protectorat allemand (1884-1914)
En 1883, le chancelier allemand Bismarck décide d'imposer un protectorat sur le Togo. L'empire allemand est bien décidé à tirer profit de l'action des missionnaires protestants de la mission de Brême pour disposer d'un empire colonial, comme la France, l'Angleterre ou le Portugal. Malgré de nombreux décès, ces missionnaires de Brême ont installé dès 1853, puis en 1857, des points d'implantation chez les Ewes Anlo, à Keta et à Anyako, puis, en 1855 et 1859, chez les Ewes Adaklou et les Ewes Ho. En 1884, l'explorateur allemand Gustav Nachtigal signe un «traité de protectorat» le 5 juillet 1884 sur la plage de Baguida, avec le chef du lac Togo, Mlapa III de Togoville, représentant l’autorité religieuse du Togo, qui donna son nom au pays. C'est en 1885, lors de la conférence de Berlin qui délimite les zones d'influence économiques européennes en Afrique, que la côte togolaise est officiellement attribuée à l'Allemagne. Le gouvernement de Berlin, dans le cadre d'un négociation bilatérale avec la France, reconnaît, par une convention du 24 décembre 1885, les droits français sur le territoire de la future Guinée française en échange de l'abandon par la France à l'Allemagne des villages de Petit-Popo et de Porto-Seguro, sur la côte des Esclaves.
Comme les autres puissances coloniales de l'époque, l'Allemagne s'empresse de faire valoir ses droits sur l'arrière-pays. Ainsi elle annexe rapidement, en à peine quelques années 85 000 km² de territoires. Les Allemands fondent le port de Lomé et mettent en place une économie de plantations, en particulier dans la région de Kpalimé, propice à la culture du cacao et du café.

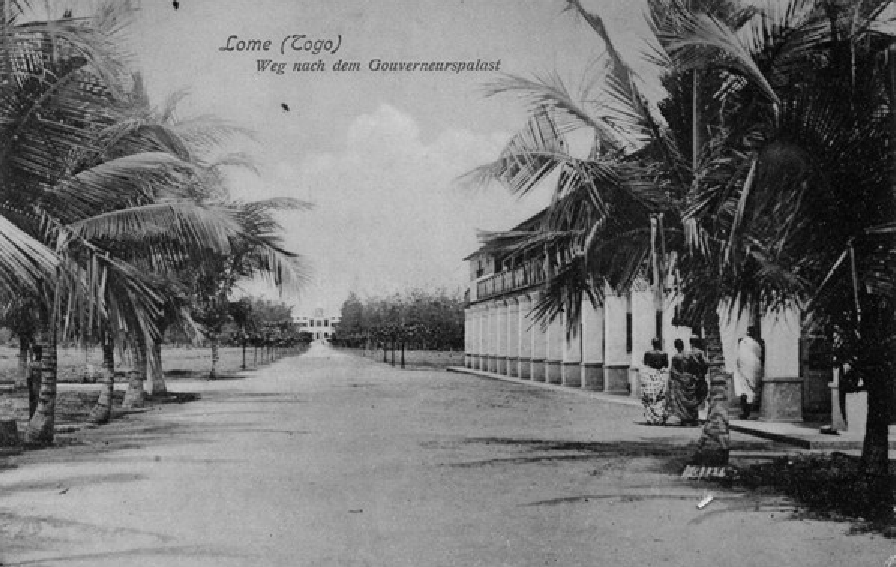
Allée menant au palais du Gouverneur (1904)

Mais, l'arrivée des Allemands se heurte à une plus forte résistance de la part des Africains dans le nord du territoire. Ainsi, la révolte des Kabyé (1890) et celle des Konkomba (1897-1898) ont du être matées violemment.
L'Allemagne encourage ses citoyens à s'installer dans la colonie togolaise appelée le Togoland, en leur offrant des concessions à des conditions très avantageuses. Elle fait également construire les infrastructures nécessaires à l'exploitation du Togo (coton et cacao notamment), comme des lignes de chemin de fer,,, en recourant massivement aux travaux forcés. Les Allemands en font une Musterkolonie (de) (une « colonie modèle ») où doivent régner l'équilibre, la prospérité et la bonne gestion, mais où la langue allemande n'est pas imposée aux populations locales. La politique coloniale allemande est fondée, en dernier ressort, sur la conviction que les races sont différentes et que la race blanche est supérieure aux autres. Dans cette logique, les Allemands ne doivent donc pas considérer l’indigène comme leur frère noir.
En matière de formation scolaire, le Togo allemand met en place des écoles gérées par des missions catholiques et protestantes. Vers, 1910, le pays compte 163 établissements scolaires évangéliques et 196 catholiques. Les catholiques ont aussi créé  un centre de formation pour les enseignants.
Les missionnaires, tant catholiques que protestants, privilégient également l'enseignement «en langue indigène» pour mieux convertir les «païens» à leur religion. Par exemple, la Mission de Brême assure l'enseignement primaire entièrement en éwé, tandis que la formation supérieure est surtout dispensée en anglais, très rarement en allemand. Ainsi, dans l'ensemble, les missionnaires n'imposent jamais la langue allemande. L'influence de la langue allemande demeure presque nulle chez les Togolais. Les missionnaires de Brême favorisent aussi l'émergence d'une littérature en langue ewé. En 1914, aucune langue africaine ne peut faire état d'une littérature imprimée aussi abondante que l'éwé.
Les autorités allemandes tentent bien d'organiser le partage de la nouvelle colonie entre les missions chrétiennes et de n'autoriser que la présence de missionnaires de nationalité allemande, mais elles se désintéressent rapidement de la question scolaire. En 1913, on ne compte que quatre écoles publiques (Regierungschulen), qui rassemblent 341 élèves, comparativement à 348 écoles confessionnelles qui en reçoivent plus de 14 000.
Après le début de la Première Guerre mondiale, une opération conjointe franco-britannique force les Allemands à évacuer leurs avant-postes sans combat, hormis une brève escarmouche à Bafilo où ils repoussent une avant-garde française avant d'évacuer le village. Le commandement allemand, retranché à Atakpamé (capitale de la région des Plateaux), capitule dès le mois d'août 1914. Le gouverneur allemand Adolphe-Frédéric de Mecklembourg (1912-1914) doit quitter le Togo, de même que Franz Wolf, le vicaire apostolique, (qui reste de jure en poste jusqu'en 1921). Un cimetière-mémorial est édifié dans le village de Wahala en souvenir de ces combats.
- Capitalisme marchand, Compagnies européennes fondées au XVIIe siècle (portugaises, britanniques, françaises, néerlandaises...)
- Commerce triangulaire, Traites négrières
- Togoland (1884-1914)
- Afrique occidentale allemande (1884-1919), Compagnie allemande d'Afrique de l'Ouest (1885-1906)
- Deutsche Togogesellschaft (de) (1902)
- Séisme de 1906 au Ghana et au Togo (de)
- Campagne militaire du Togoland (août 1914)

## Mandat français (1914-1945)

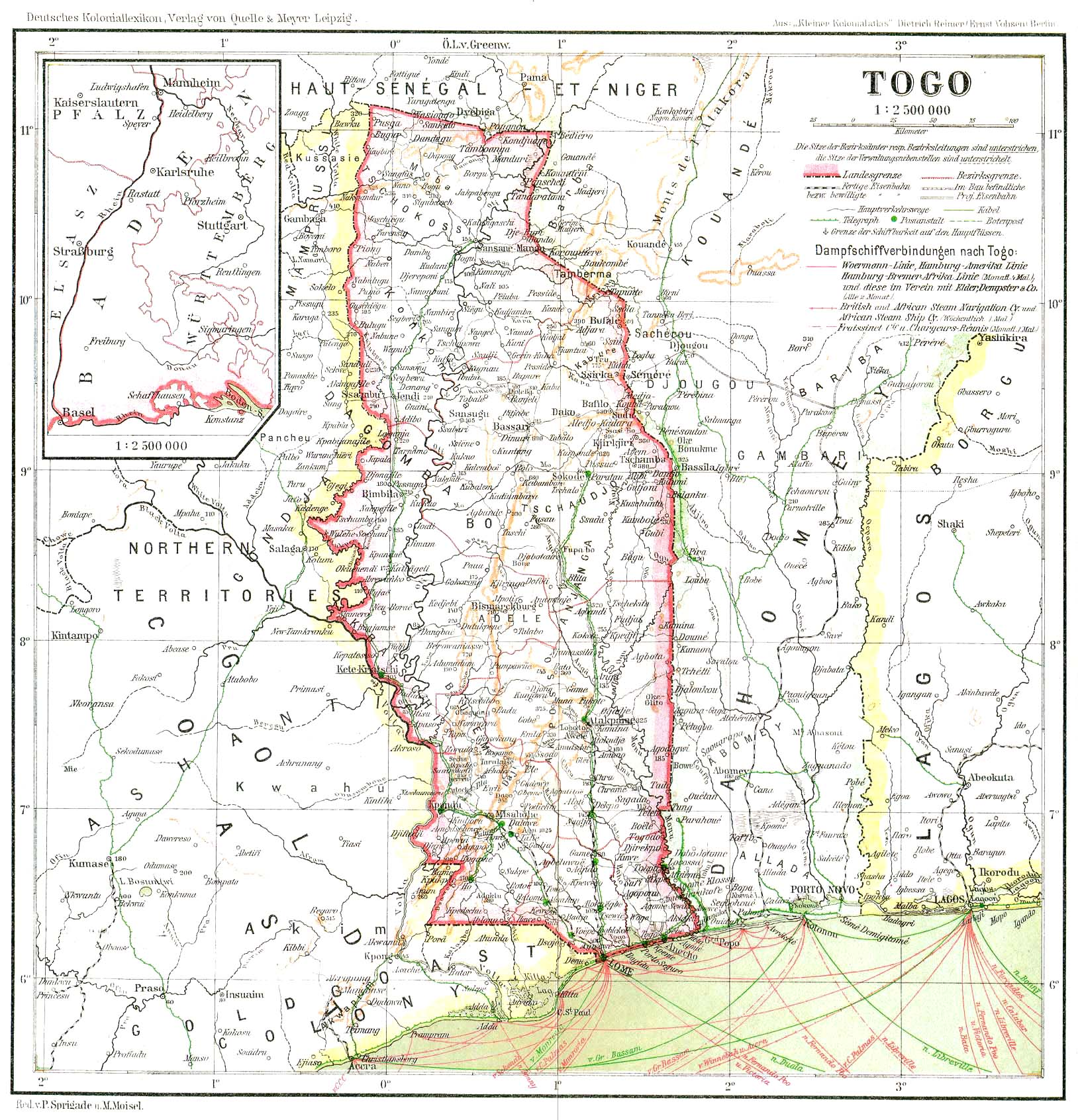
Togoland (1884-1914/1916)
Le Togoland britannique en vert pâle, rattaché au Ghana
Togoland occidental et Ghana
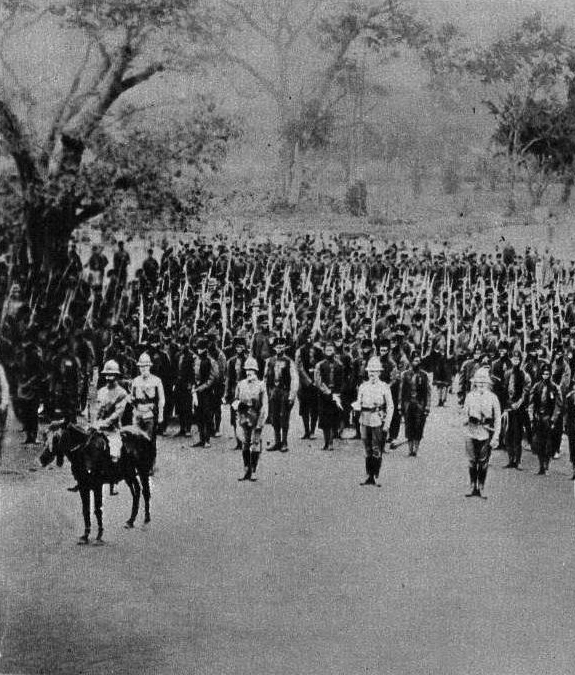
Corps expéditionnaire anglais au Togo en 1914
Afrique-Occidentale française, 1935

Après la défaite des Allemands contre les Français et les Britanniques le 26 août 1914 à Kamina, le Togo est partagé entre les deux puissances victorieuses le 27 août 1914. Un second partage a ensuite lieu le  10 juillet 1919 à Londres, car selon la France, le premier partage n'était pas équitable. Le Togo devient alors  un mandat de la Société des Nations (SDN), partagé entre la partie française (à l'est appelée le « Togo français » ou Togoland oriental, 56 000 km2) et la partie britannique (à l'ouest appelée le « Togoland britannique », 33 900 km2).
Par crainte que les Togolais ne restent loyaux à l'Allemagne, les Français font en sorte de supprimer toute trace de la colonisation allemande. Tout en appliquant un régime plus souple, ils réduisent à néant l'influence des Togolais instruits par les Allemands et interdisent l'usage de la langue allemande, notamment aux missionnaires alsaciens et lorrains. Le français devient la langue officielle du Togo et l'enseignement public se fait seulement dans cette langue.
À l'inverse des Allemands qui n'avaient pas défini, ni appliqué une politique linguistique réellement coercitive, les Français imposent sans ambiguïté la langue française. Dès 1915, l'allemand est interdit dans leur zone, puis c'est le tour de l'anglais à partir de 1920. L'arrêté de 1922, qui organise le secteur scolaire public et assure le contrôle des écoles confessionnelles, impose le français comme seule langue admise dans les écoles. Publié dans le Journal Officiel du Togo, son article 5 stipule cette disposition sans équivoque : « L'enseignement doit être donné exclusivement en français. Sont interdits les langues étrangères et les idiomes locaux ».

## Vers l'indépendance (1940-1960)
La Seconde Guerre mondiale arrive à un moment où, dans l'ensemble, le Togo est paisible. Après l'armistice signé en juin 1940, le pays est placé sous le contrôle du Régime de Vichy. La frontière avec l'ancien Ghana (la Gold Coast) est fermée. Les approvisionnements deviennent rares. L'une des premières conséquences du débarquement en Afrique du Nord, le 8 novembre 1942, est l'internement des commerçants anglophiles, dont Sylvanus Olympio. Cependant comme le régime de Vichy perd le contrôle de ce territoire et que l'Afrique-Occidentale française (AOF) entre en guerre contre l'Allemagne, les frontières s'ouvrent petit à petit, et les suspects sont libérés.
En 1945, la Charte des Nations unies établit un régime de tutelle visant à « Favoriser l'évolution des populations vers la capacité de s'administrer eux-mêmes ; Développer le sentiment de l'indépendance. Encourager le respect des Droits de l'homme et des libertés fondamentales, sans distinction de race, de sexe, ou de religion ».
Le Togo est, par la suite, un des premiers pays à se doter d'institutions politiques et électorales. Les partis politiques togolais travaillent activement à l'évolution du statut du pays, mais se divisent en deux camps, opposés dans leurs objectifs :
- le Comité de l'unité togolaise (CUT), partisan d'un État Ewe puis, dans un deuxième temps, d'un État togolais réunifié et autonome[8],[17],
- le Parti togolais du progrès (PTP), futur Mouvement populaire togolais (MPT), qui demande l'abolition de la tutelle et réclame une association plus étroite avec la France[17].

En 1956, le premier ministre, chef du gouvernement, est désormais élu par l'Assemblée nationale, et la république autonome, instituée le 30 août 1956, dispose de pouvoirs de plus en plus larges.
La même année, à l'issue d'un référendum, le Togo britannique est incorporé à la Côte-de-l'Or (ou « Gold Coast »), qui devient le Ghana à son indépendance en 1957. Les Éwés refusent ce choix qui consacre la partition de leur peuple, dont le territoire s'étendait avant la colonisation européenne de Notsé aux rives de la Volta. Cet éclatement nourrit par la suite des tensions périodiques entre le Ghana et le Togo.
Le 21 juin 1957, l’armée française massacre une vingtaine de personnes à Pya-Hodo (voir massacre de Pya-Hodo).
Sous la pression de l'ONU — le Togo étant officiellement un territoire sous tutelle et non une colonie — le gouvernement français est contraint d'organiser des élections sous surveillance d’émissaires onusiens. Le CUT remporte une écrasante victoire le 27 avril 1958, et Sylvanus Olympio, son chef, est amnistié et est ainsi élu Premier Ministre de la République. En 1958, un nouveau référendum, organisé sous l'égide de l'Organisation des Nations unies (ONU), permet au Togo français d'accéder à l'autonomie, en tant que république, au sein de la Communauté française.
En février 1960, Sylvanus Olympio (1902-1963), refuse l'offre du président ghanéen, Kwame Nkrumah, d'unir les deux pays.

## Indépendance du Togo (1960)
Le Togo devient indépendant, le 27 avril 1960,, et obtient un siège à l'ONU en septembre de la même année. Sylvanus Olympio est élu président aux dépens de Nicolas Grunitzky, candidat soutenu par la France, lors d'élections supervisées par l'ONU.
Sylvanus Olympio (1902-1963) dirige la rédaction de la Constitution de la République du Togo, qui devient un régime présidentiel, à la tête duquel Olympio engage une politique autoritaire et met fin au multipartisme en 1961 au profit d'un parti unique. Il modifie également la constitution le jour même de son élection pour s'octroyer des pouvoirs élargis, faisant ainsi passer le pays d'un régime parlementaire à un régime semi-présidentiel.
En 1963, l'Afrique des indépendances connaît son premier coup d'État.
Sylvanus Olympio refuse la réintégration dans l'armée togolaise des soldats qui avaient combattu au sein de l'armée française pendant la Guerre d'Algérie.
Ces soldats, majoritairement issus des Kabyê du Nord du Togo, décident avec le soutien d'éminents « coopérants » français d'organiser un coup d'État dans la nuit du 12 au 13 janvier 1963, une poignée de militaires dont fait partie Gnassingbé Eyadéma assassinent Sylvanus Olympio.

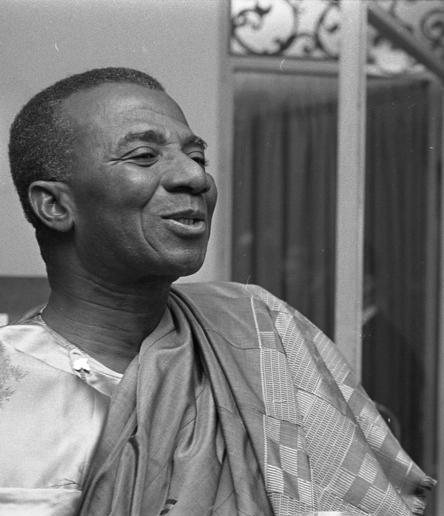
Sylvanus Olympio
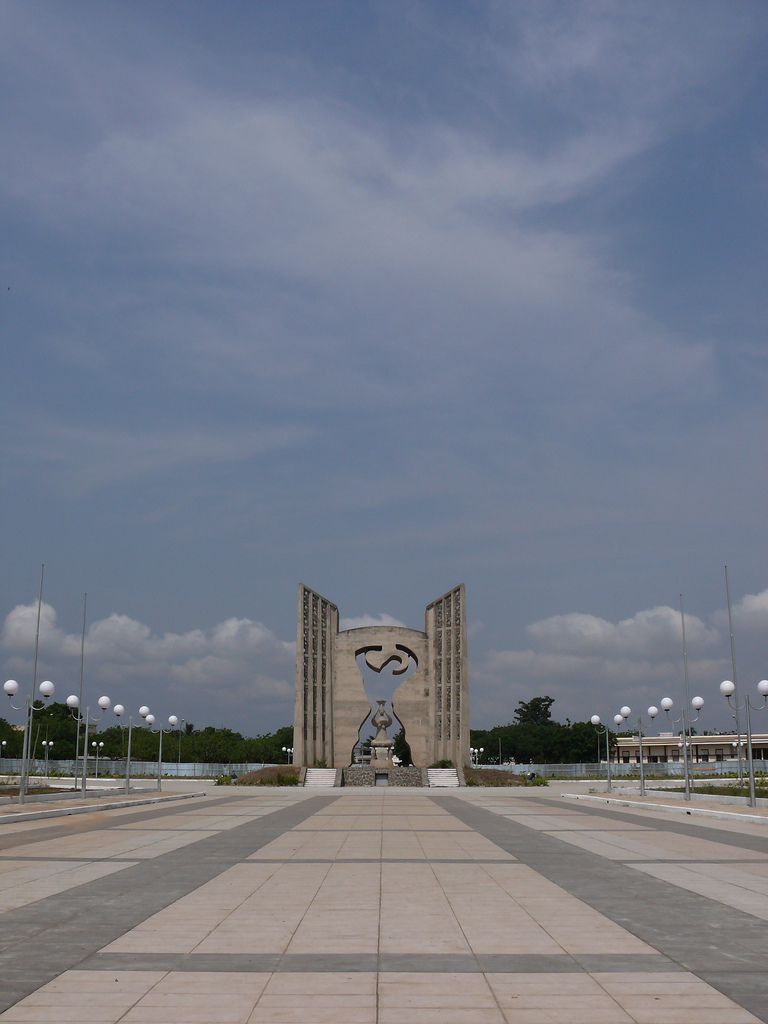
Monument de l'Indépendance à Lomé
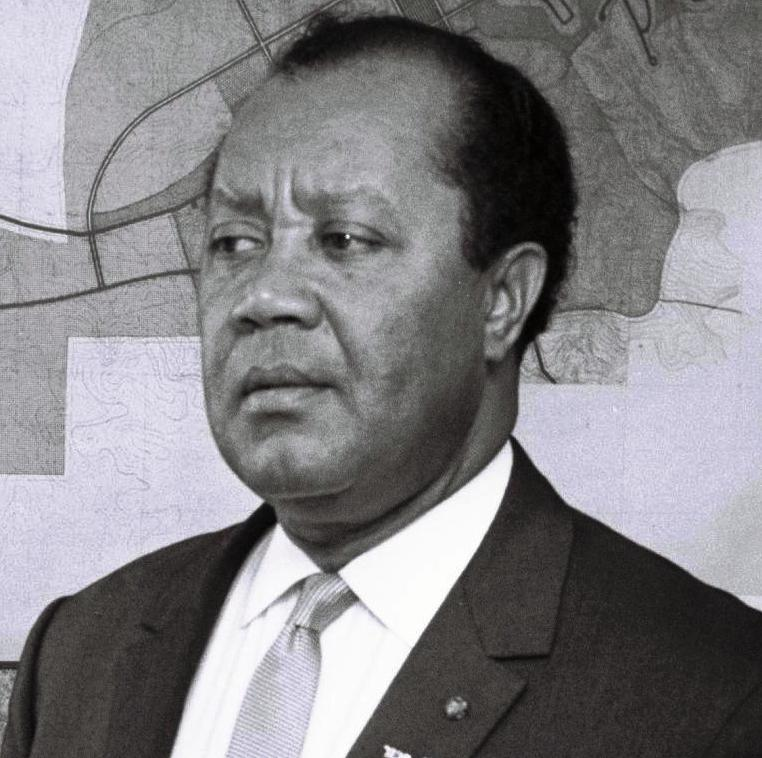
Nicolas Grunitzky

Rapidement, un comité militaire insurrectionnel fait appel à Nicolas Grunitzky, qui est élu président en 1963, tout en adoptant une nouvelle Constitution. Il signe des « accords de coopération » avec la France, permettant à celle-ci d'user à sa convenance des ressources stratégiques.
Cependant, les difficultés persistent. Nicolas Grunitzky (1913-1969), favorable à une administration sous assistance française, fait de plus en plus face à d'autres figures politiques togolaises plus nationalistes, au rang desquelles Antoine Meatchi, son vice-président majoritairement soutenu par les chefs et les populations septentrionales.
La bataille pour la préséance entre les deux figures atteint son paroxysme, à tel point que, le 13 janvier 1967, les militaires prennent à nouveau le pouvoir.
La Constitution est suspendue et l'Assemblée nationale dissoute.
Le lieutenant-colonel Étienne Gnassingbé Eyadéma, appartenant à l'ethnie des Kabyê, prend le pouvoir, et met en place un nouveau gouvernement où les personnalités issues du Nord du pays sont majoritaires. Un colonel, Kléber Dadjo, ancien chef du cabinet militaire du président Grunitzky, est placé à la tête d'un Comité togolais de réconciliation nationale composé (à part lui) de civils.

## Présidences Gnassingbé Eyadéma (1967-2005)

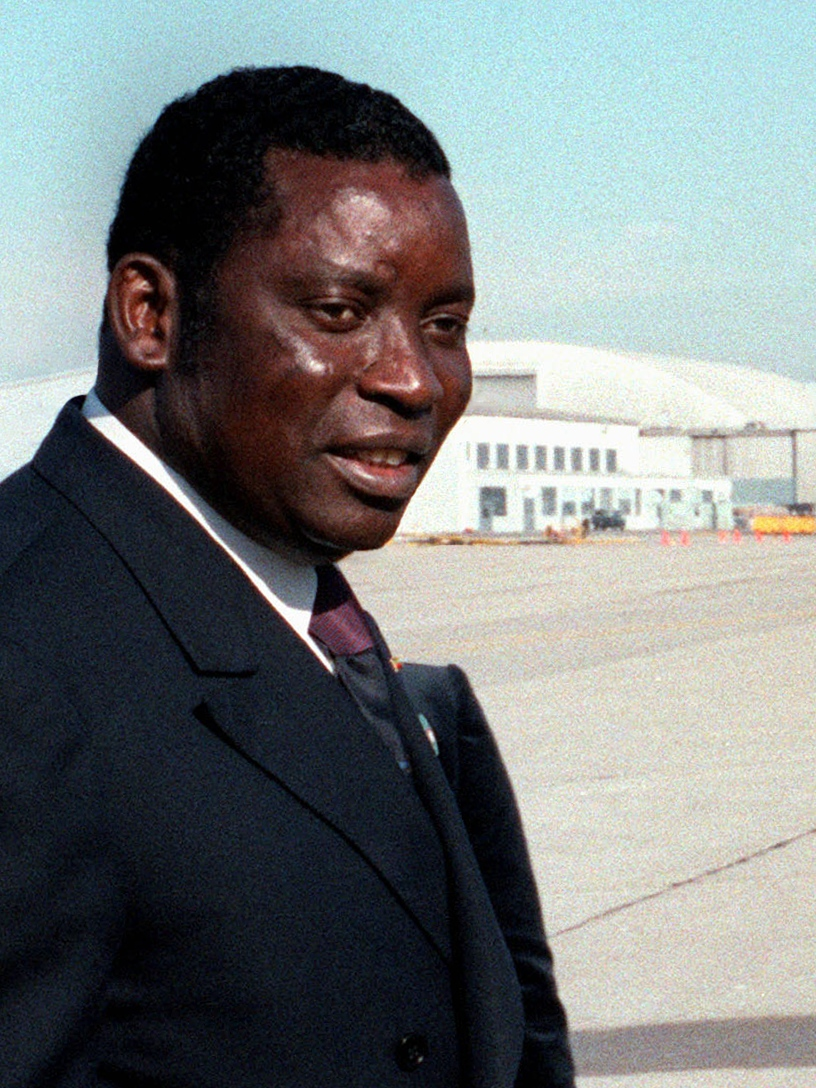
Gnassingbé Eyadéma

Devenu Président de la République, Gnassingbé Eyadéma (1935-2005) commence par supprimer le multipartisme et fait ainsi de son parti, le Rassemblement du peuple togolais (RPT), le seul autorisé et y fait adhérer les chefs coutumiers. Par référendum en 1972, il fait ratifier ce régime politique, qui durera pendant vingt et un ans.
À partir de ce moment, le général Eyadéma inaugure une longue période de calme et de développement qui donne à l'étranger une impression de stabilité. L'État, dirigé par son chef Gnassingbé Eyadéma  instaure une politique de nationalisation, notamment en 1974 celle des phosphates, une des principales richesse du pays, et développe aussi une politique de promotion agricole afin de parvenir à l'autosuffisance alimentaire.
Durant les années 1970, la conjoncture internationale devient enfin favorable, les nombreux investissements étrangers permettent un développement important du pays, entraînant une certaine prospérité.
Le 30 décembre 1979, à la suite d'un référendum, le pays adopte une nouvelle Constitution dont les fondements sont la présence d'un chef de l'État et des armées, un parti unique (le RPT) et une assemblée de 67 élus au suffrage universel et qui figurent sur une liste unique, non modifiable.
Après une période relativement calme, le climat politique et social du pays va commencer à se détériorer. Ainsi, en 1986, un commando infiltré depuis le Ghana organise un attentat manqué contre Eyadéma. Cette tentative de coup d'État déclenche de violentes manifestations à Lomé et entraîne une intervention de la France, craignant une déstabilisation du régime en place.
Les Togolais et en tout particulier les jeunes intellectuels tels que Tavio Amorin, Jean-Claude Edoh Ayanou, Me Wakilou Maurice Gligli, Francis Agbagli entre autres, supportent de moins en moins la loi du silence et la censure qui leur sont imposées. Nombreux sont ceux qui supportent encore moins de voir que ce sont les Togolais originaire du Nord du pays qui sont aux commandes de l'État, alors même qu'ils ne représentent approximativement que 20 % de la population, contre environ 45 % pour les Ewé du Sud.
C'est ainsi que de violentes émeutes éclatent à Lomé, en octobre 1990, gagnant peu à peu les régions, surprenant le pouvoir. Les manifestations, au départ pacifiques, deviennent rapidement de violentes et sanglantes insurrections. Le président cède et accorde le multipartisme.
Cette concession est malgré tout jugée insuffisante. Les chefs de l'opposition demandent la tenue d'une conférence internationale qui leur est d'abord refusée, puis accordée sous la pression de la grève générale de juin 1991. La conférence nationale souveraine (800 délégués) siège du 8 juillet au 28 août, dans un climat ambiant très tendu.
Il en résulte l'élection de Joseph Koffigoh, un nouveau premier ministre appelé chef du gouvernement de transition, assisté par le Haut Conseil de la République (HCR) qui tâche d'élaborer une nouvelle Constitution, ainsi que de veiller à la tenue des états généraux de la Santé, des Affaires sociales, de l'Éducation, etc. Et de préparer pour 1992, de nouvelles élections.
L'armée se retrouve divisée, les tentatives de rendre le pouvoir au général Eyadéma, toujours Président en titre, mais sans aucune autorité, n'aboutissent pas et déclenchent de graves épisodes sanglants dans l'ensemble du pays. Les maisons brûlent, les anciennes rancunes entre ethnies refont surface, les victimes sont nombreuses de chaque côté.
Les 27 et 28 novembre 1991, l'armée, principalement composée de Kabyê s'empare de la radio et de la télévision, et se rend devant la primature (la résidence du premier ministre). Elle exige la dissolution du HCR et la participation du RPT au gouvernement.
Après quelques jours, l'armée attaque la primature. Le premier ministre Josseph Koffigoh, alors présent, est emmené de force au palais présidentiel où il conclut avec le président Eyadéma, un accord où il est sommé de former un gouvernement d'union nationale avec des ministres du parti du président, le RPT. Au même moment, les responsables du HCR s'enfuient à l'étranger ou restent chez eux, sans bouger. Le RPT retrouve sa place et le général Eyadéma ses pouvoirs.
Puis le 27 septembre 1992, le pays adopte une nouvelle Constitution, qui conforte les pouvoirs retrouvés du Président. L'opposition organise des grèves ainsi que de nombreuses manifestations qui sont réprimées dans le sang en janvier 1993. On dénombre au moins 16 morts, l'opposition parle de 50 morts. La Communauté européenne suspend immédiatement sa coopération avec le Togo.
Ces violences entraînèrent un exode massif vers le Ghana (où auraient trouvé refuge 100 000 personnes) et le Bénin (130 000 personnes). Le 25 mars 1993, le général Eyadéma échappe à une attaque lancée contre sa résidence officielle. En août 1993, Eyadéma est réélu avec 94,6 % des voix en raison du boycottage du scrutin par l'opposition. Cependant, celle-ci remporte les élections législatives de février 1994 et obtient la majorité à l'Assemblée nationale. Les deux partis d'opposition (le CAR et l'UTD) nomment un Premier ministre, mais Eyadéma refuse et confie le poste à Edem Kodjo, chef de l'UTD.
En 1996, les présidents ghanéens et sud-africains se rendent à Lomé et font étape au village natal du président, Pya. Les relations avec le Ghana de Jerry Rawlings s'améliorent grandement et le Togo établit même des relations diplomatiques avec l'Afrique du Sud, notamment lors de la visite de Nelson Mandela en mars 1996.
La privatisation des filières du coton et des phosphates se poursuit.
Lors des nouvelles élection présidentielle du 21 juin 1998, le général Eyadéma est réélu avec 52,13 % des suffrages exprimés, mais le résultat est contesté par l'opposition (qui est désormais représenté par Gilchrist Olympio, fils de l'ancien président assassiné) et mis en doute par les observateurs de l'Union européenne.
En mai 1999, Amnesty International affirme, dans un rapport intitulé Le Règne de la terreur, que des centaines de personnes ont été exécutées extrajudiciairement et que leurs corps ont été jetés à la mer et dans la lagune de Bè, après la proclamation des résultats de l'élection de 1998. Lomé rejette les accusations auxquelles il n'y a eu aucune réponse.
Les différents partis politiques soutenant Gnassingbé Eyadéma et ceux de l'opposition signent un accord le 29 juillet 1999, afin d'enrayer la crise politique qui perdure depuis les années 1990. En effet, les partis d'opposition ont boycotté les législatives de mars 1999 en raison de la réélection contestée du président en juin 1998.
Le président s'était engagé à dissoudre l'Assemblée nationale et à organiser des élections législatives en mars 2000 pour que d'autres formations politiques puissent entrer au Parlement. Il s'était aussi engagé à respecter la Constitution et à ne pas se présenter pour un troisième mandat. Mais ces promesses ne sont pas tenues. Le général Gnassingbé Eyadema et son parti modifient par la suite le code électoral et la constitution que le peuple togolais avait massivement adoptés en 1992, pour lui permettre de faire un troisième mandat, lors des élections de 2003. Le président Gnassingbé Eyadema est donc réélu en juin 2003 pour un nouveau mandat de cinq ans. La Commission électorale annonce que Eyadéma, détenteur du record de longévité politique à la tête d'un État africain, a réuni 57,2 % des suffrages lors du scrutin.
Le 5 février 2005, le président Étienne Eyadéma Gnassingbé décède d'une crise cardiaque à 69 ans, après avoir présidé durant 38 ans le pays. Sa mort surprend autant la population du pays que le gouvernement, qui décide de confier le pouvoir à son fils Faure Gnassingbé, par l'intermédiaire de l'assemblée nationale qui réécrit la constitution pour l'occasion.

## Présidences Faure Gnassingbé (2005-)

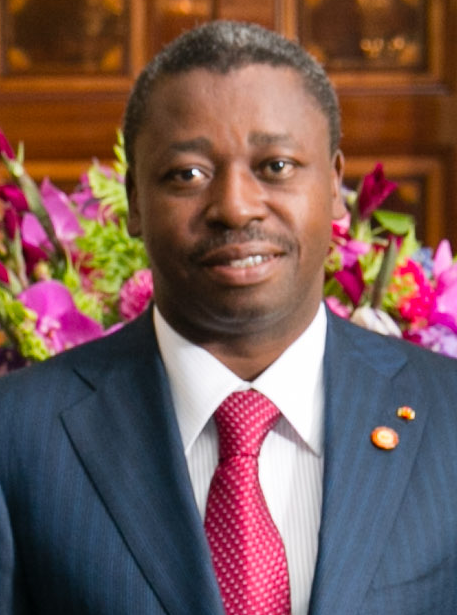
Faure Gnassingbé

À la suite de violentes et sanglantes manifestations dans les rues de la capitale et sous la pression internationale qui dénonce un coup d'État, Faure Gnassingbé démissionne le 26 février 2005 de la présidence et annonce sa candidature pour la nouvelle élection présidentielle.
Faure Gnassingbé (1966-) gagne l’élection avec plus de 60 % des voix, cependant l'opposition dénonce des fraudes massives. Des violences sont constatées dans les rues de Lomé dès l'annonce de ce résultat. La France représentée par son chef d'État Jacques Chirac, ami de longue date de la famille Eyadéma, juge que le scrutin a été satisfaisant. Amnesty international publie en juillet 2005, un rapport dénonçant selon ses propres termes « un scrutin entaché d'irrégularités et de graves violences » tout en montrant que « les forces de sécurité togolaises aidées par des milices proches du parti au pouvoir (le Rassemblement du peuple togolais (RPT)) s'en sont violemment prises à des opposants présumés ou à de simples citoyens en ayant recours à un usage systématique de la violence. ». Le rapport reproche aussi à la France son rôle ambigu dans la situation.
À la suite de son accès à la présidence en 2005, Faure Gnassingbé se maintient ensuite au pouvoir, avec des élections, dont la régularité est chaque fois contestée, en 2010, 2015 et 2020,. En cumulant les années au pouvoir des Gnassingbé père et fils, cette famille s'impose ainsi au Togo sur plus d'un demi-siècle, avec un régime fortement militarisé et qui n’a pas hésité à certains moments à faire tirer sur sa population,.

## Galerie de personnalités politiques (1991-2005)
Premiers ministres du Togo :

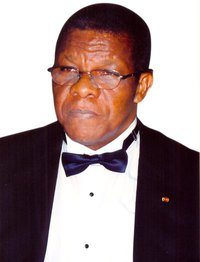
Joseph Kokou Koffigoh 1991-1994
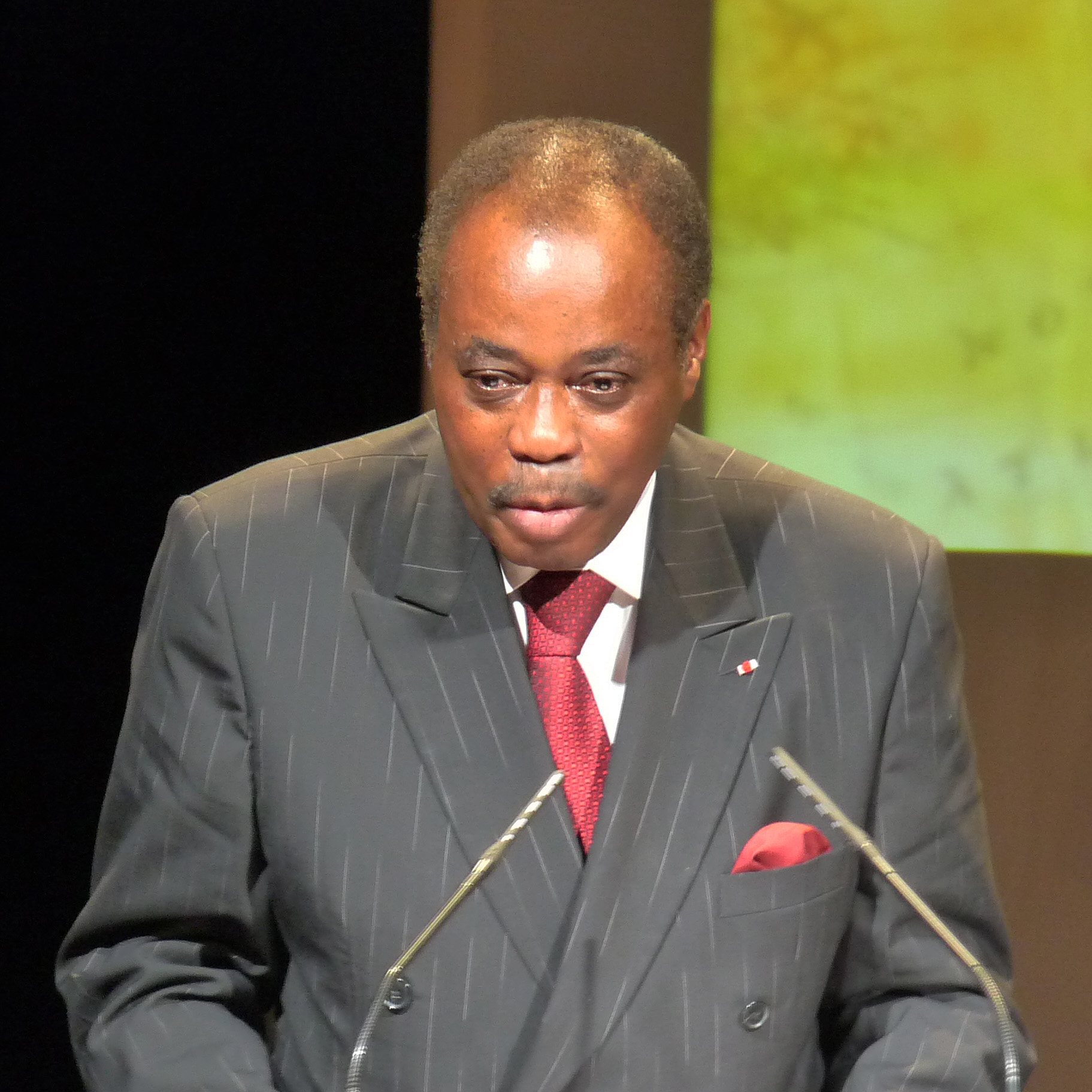
Edem Kodjo 1994-1996 2005-2006
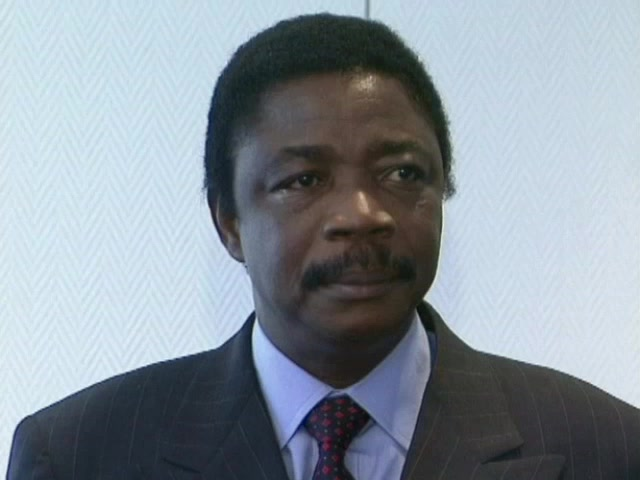
Kwassi Klutsè 1996-1999
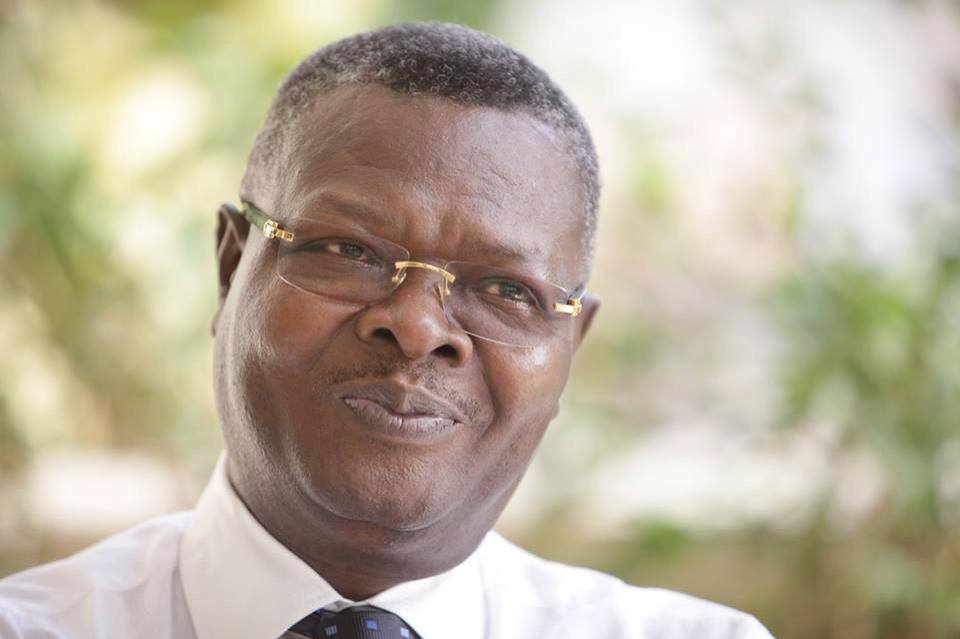
Agbéyomé Kodjo 2000-2002
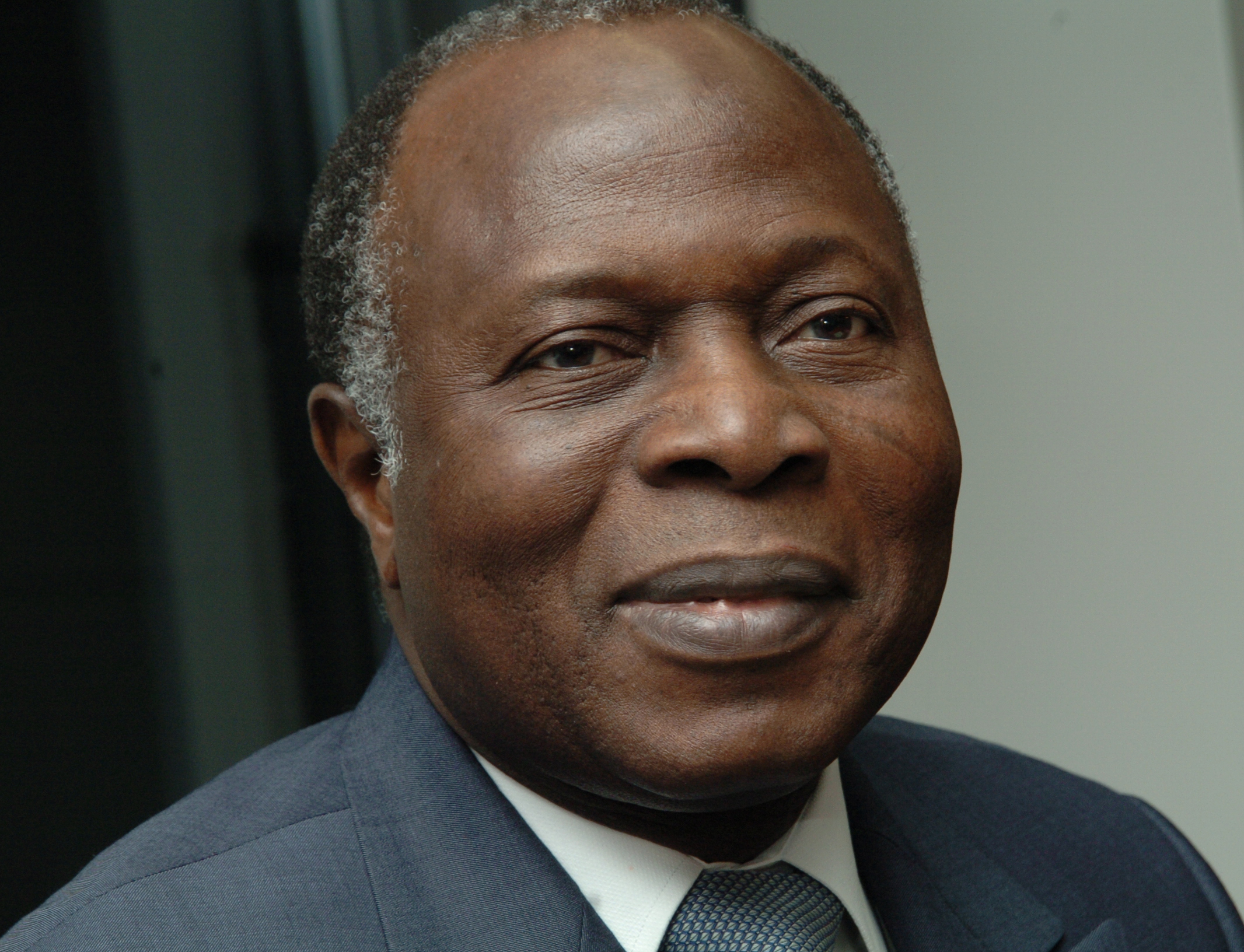
Koffi Sama 2002-2005
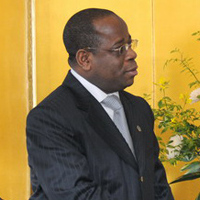
Komlan Mally 2007-2008
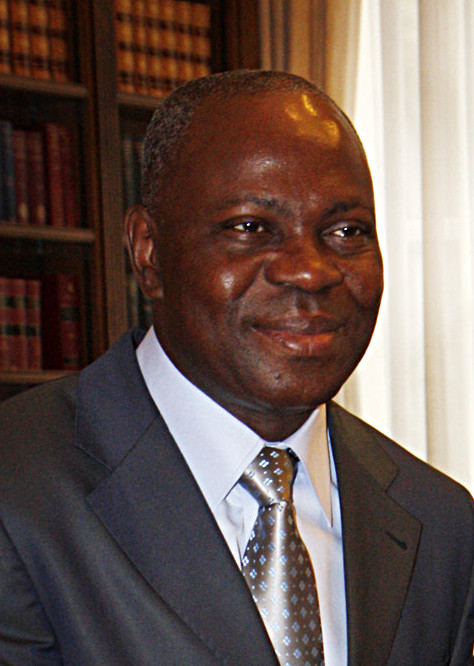
Gilbert F. Houngbo 2008-2012
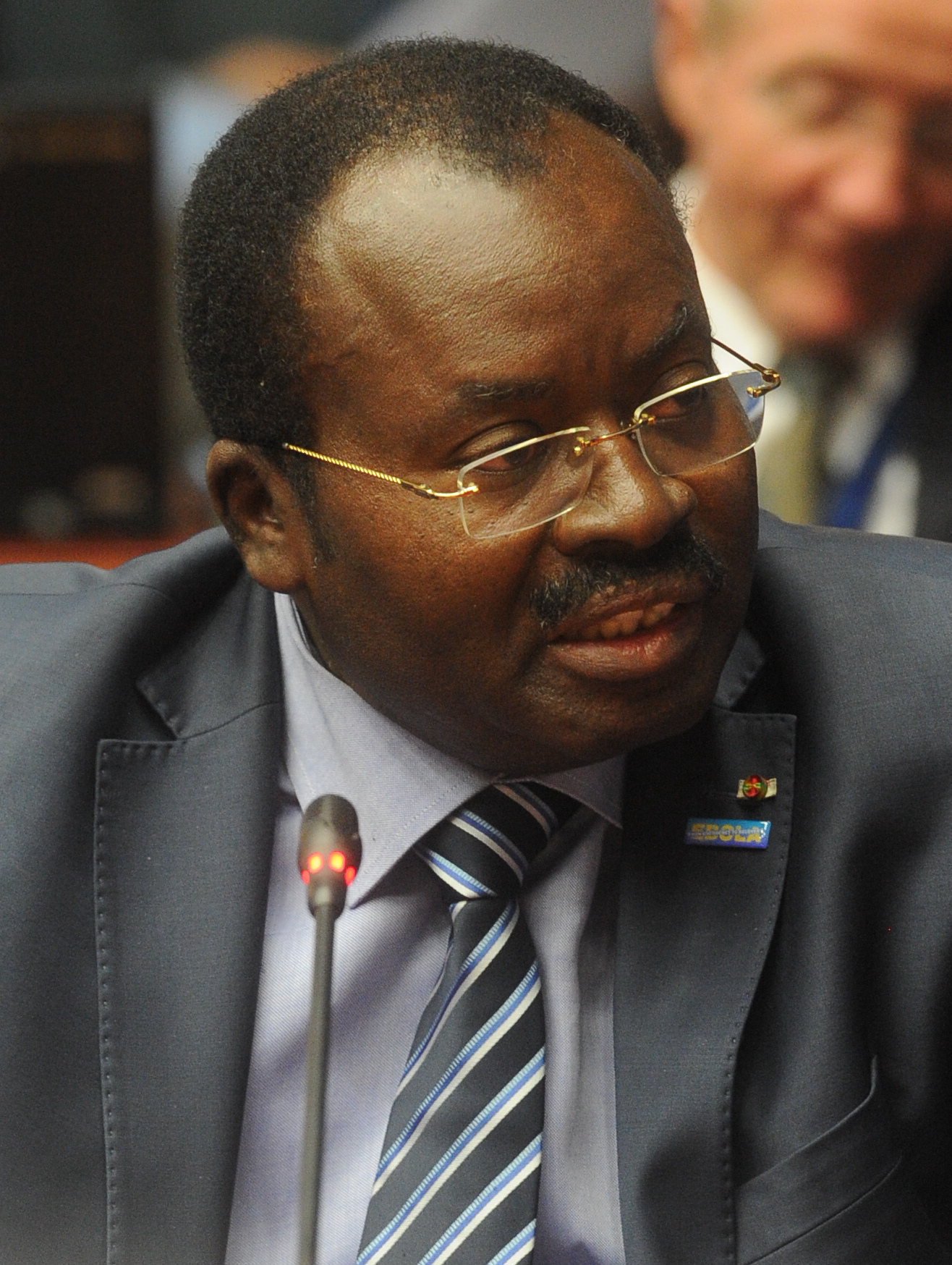
Arthème Ahoomey-Zunu 2012-2015
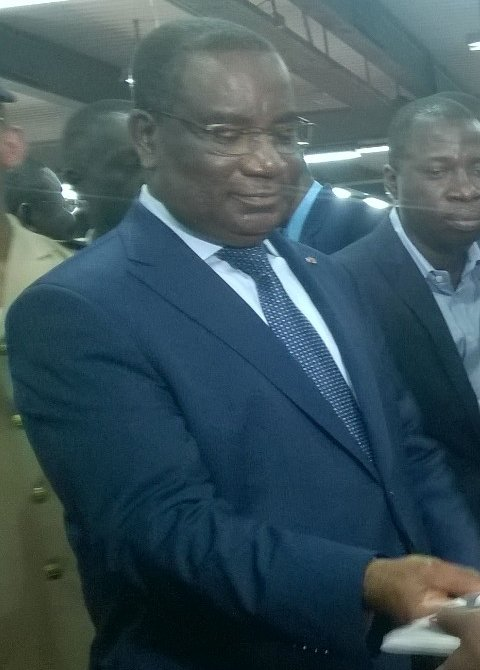
Komi Sélom Klassou 2015-2020
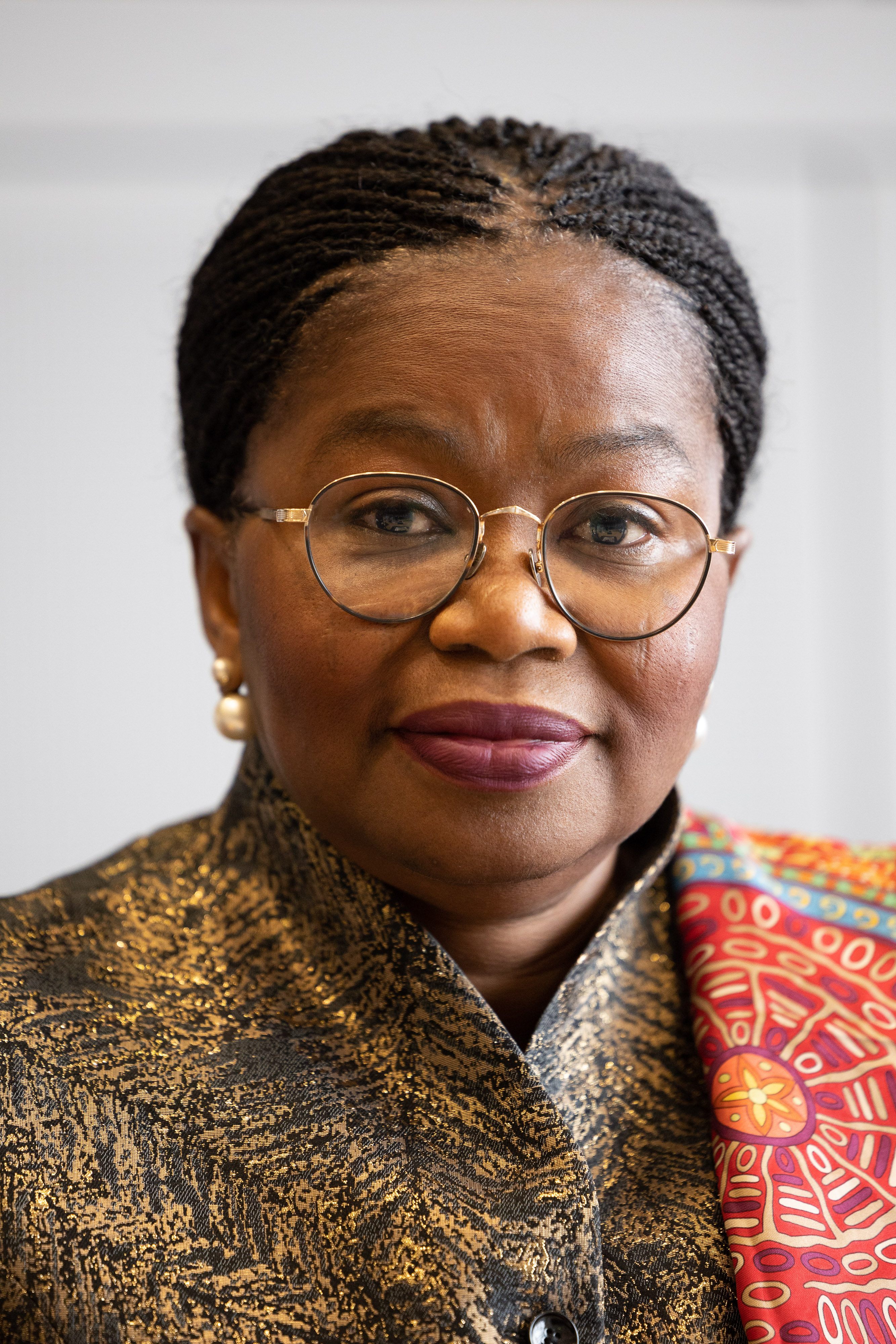
Victoire Tomegah Dogbé 2020-présent

## Contexte africain contemporain
- Conférence nationale souveraine (Togo) (1991)
- Ashakara (1991)
- Togo 2005 : Autopsie d'une succession
- Fusillade de Pâques (2009)
- Collectif Sauvons le Togo (2012)
- Embuscade de Sévaré (2016) : Katiba Macina, Guerre du Mali (depuis 2012)